# Systropha kazakhstaniensis
Systropha kazakhstaniensis är en biart som beskrevs av Patiny 2004. Systropha kazakhstaniensis ingår i släktet Systropha och familjen vägbin. Inga underarter finns listade i Catalogue of Life.